# Kleiner Laber
Der Kleine Laber (1205 m ü. NHN) ist ein schwach ausgeprägter Gipfel im Labermassiv in den Ammergauer Alpen. Über den Kamm verläuft die Gemeindegrenze zwischen Oberau und Eschenlohe. Der Kleine Laber erhebt sich über Oberau über dem Loisachtal. Sein Kamm verläuft weiter bis zum Mühlberg. Der stark bewaldete höchste Punkt ist nur weglos erreichbar.